# Y0270S- boggin
Y0270S är en italiensk boggi för personvagnar som har axelavståndet 256 cm, hjuldiametern 92 cm (nytt) och en tillåten högsta hastighet på 200 km/h. Dess konstruktion är robust med konventionella spiralfjädrar i såväl primär- som sekundärfjädringen.
Boggin valdes under 1970-talet som standardboggi för flera personvagnar, främst i Italien men även i mindre omfattning i en del andra länder.